# Mabel Wisse Smit
Mabel Martine Wisse Smit (nata Los; Pijnacker, 11 agosto 1968) è un'attivista olandese.

## Biografia

### Famiglia e istruzione
Mabel Martine Los è nata a Pijnacker nel 1968, come primogenita di Hendrik Cornelis Los (1944-1978) e di Florence Malde Gijsberdina Kooman (1944). Aveva una sorella minore, Nicoline (1970-2023).
In seguito alla morte del padre per annegamento, sua madre sposò nel 1980 Peter Wisse Smit (1939-2000), di cui Mabel ha adottato il cognome nel 1984. Ha una sorellastra nata dalle seconde nozze della madre, l'hockeista su prato Eveline (1981).
Si diplomò al Gemeentelijk Gymnasium di Hilversum nel 1986 e si laureò cum laude in economia e scienze politiche all'Università di Amsterdam nel 1993. Frequentò l'Università di Oxford nel 2001 e l'Harvard Kennedy School nel 2008.

### Matrimonio

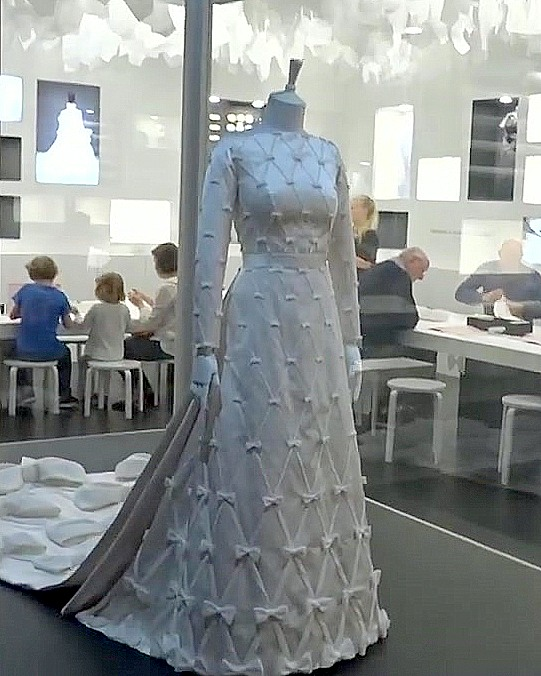
L'abito nuziale di Mabel fotografato nel 2016 alla National Gallery of Victoria

Il 30 giugno 2003 fu annunciato il suo fidanzamento ufficiale con il principe Friso, che fece nascere alcune controversie a causa del precedente legame di Mabel con il signore della droga Klaas Bruinsma.
Il matrimonio ebbe luogo a Delft il 24 aprile 2004; è vedova dal 2013.

### Attività
Nel 1994 fondò il Consiglio d'azione europeo per la pace nei Balcani, lavorandovi come amministratrice delegata fino al 1997, e nel 1995 contribuì a creare la sezione olandese di War Child. Dal 1997 al 2008 lavorò per le Open Society Foundations, prima come direttrice dell'ufficio di Bruxelles e poi come direttrice dell'Advocacy Internazionale.
Contribuì alla fondazione dell'ONG Publish What You Pay (2002) e della Commissione Indipendente sulla Turchia (2004). Il Forum economico mondiale la incluse nei Global Leaders for Tomorrow nel 2003 e negli Young Global Leaders nel 2005. È presidente emerita e cofondatrice del Consiglio europeo per le relazioni estere ed è stata amministratrice delegata di The Elders dal 2008 al 2012.

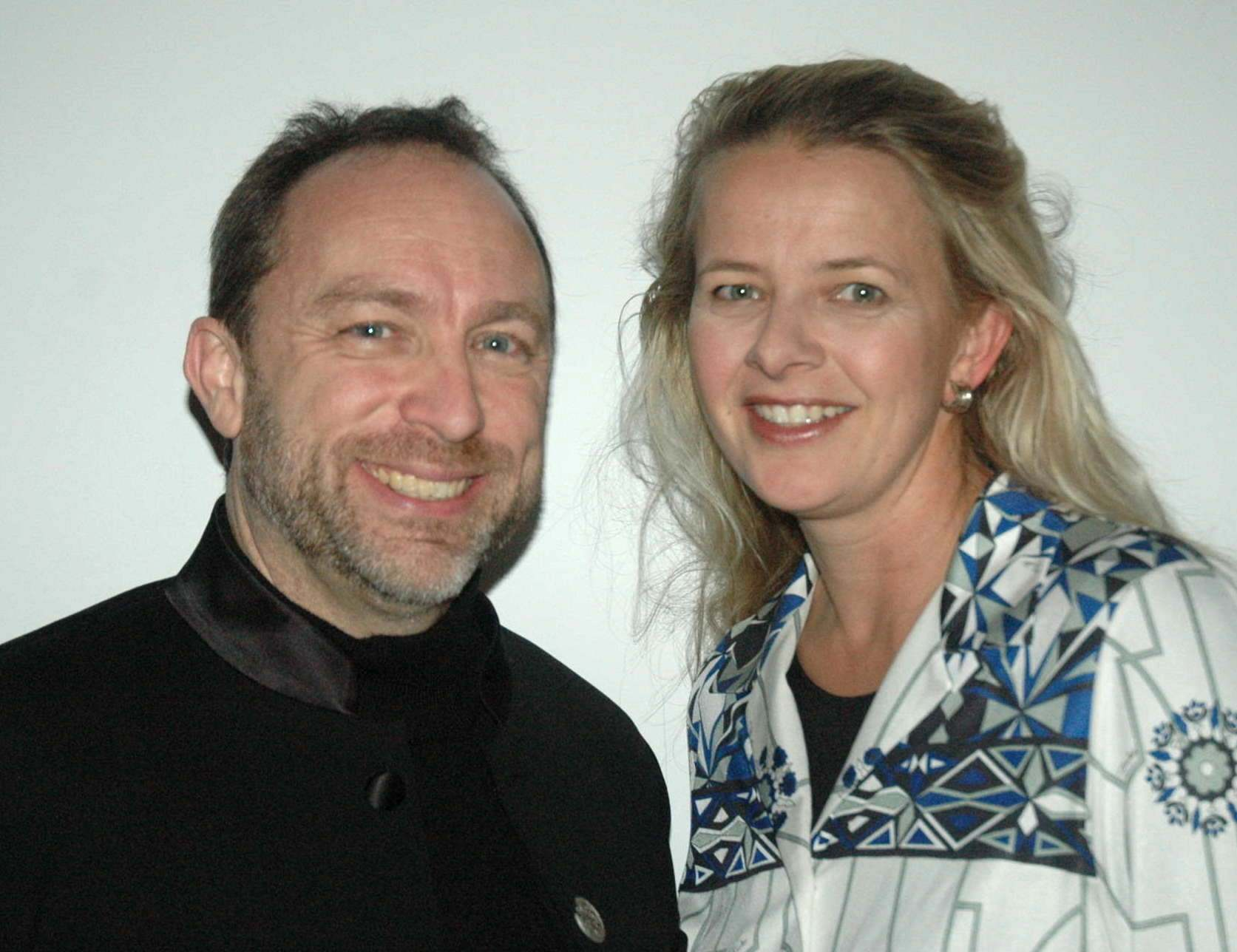
Jimmy Wales e Mabel fotografati da Allan Warren in occasione del 10⁰ anniversario di Wikipedia a Londra

Nel 2011 contribuì al lancio della campagna Girls Not Brides di The Elders contro i matrimoni precoci. Tenne lo jaarthematekst del 2019 per commemorare il 75⁰ anniversario della liberazione dei Paesi Bassi, su richiesta del Comitato Nazionale per il 4 e il 5 maggio.

## Opere
- (EN) Building Donor Partnerships, con Terrice Bassler, 1997.[5]
- (NL) In vrijheid blijven geloven, 2007.[5]
- (EN) Publishing What We Learned, con Henry Parham, 2009.[5]

## Discendenza
Mabel Wisse Smit e Friso di Orange-Nassau ebbero due figlie:
- Emma Luana Ninette Sophie (Londra, 26 marzo 2005);
- Joana Zaria Nicoline Milou (Londra, 18 giugno 2006).

## Ascendenza
|                                   |                        |                                          | Genitori                       |  |  | Nonni |  |  | Bisnonni              |  |  | Trisnonni    |  |
|                                   |                        |                                          |                                |  |  |       |  |  | Leendert Johannes Los |  |  | Leendert Los |  |
|                                   |                        |                                          |                                |  |  |       |  |  | Leendert Johannes Los |  |  | Leendert Los |  |
|                                   |                        | Willemijntje Kroes                       |                                |  |  |       |  |  | Leendert Johannes Los |  |  |              |  |
| Martinus Los                      |                        |                                          |                                |  |  |       |  |  | Leendert Johannes Los |  |  |              |  |
|                                   |                        | Jacoba de Graaf                          | Martinus de Graaf              |  |  |       |  |  |                       |  |  |              |  |
|                                   |                        | Jacoba de Graaf                          | Martinus de Graaf              |  |  |       |  |  |                       |  |  |              |  |
|                                   |                        | Jacoba de Graaf                          | Adriaantje Bakker              |  |  |       |  |  |                       |  |  |              |  |
| Hendrik Cornelis Los              |                        | Jacoba de Graaf                          |                                |  |  |       |  |  |                       |  |  |              |  |
|                                   |                        | Hendrik Cornelis van der Helden          | Fier van der Helden            |  |  |       |  |  |                       |  |  |              |  |
|                                   |                        | Hendrik Cornelis van der Helden          | Fier van der Helden            |  |  |       |  |  |                       |  |  |              |  |
|                                   |                        | Hendrik Cornelis van der Helden          | Geertje van Toorn              |  |  |       |  |  |                       |  |  |              |  |
| Roberta Hermina van der Helden    |                        | Hendrik Cornelis van der Helden          |                                |  |  |       |  |  |                       |  |  |              |  |
|                                   |                        | Judig van Woerkom                        | Gerrit van Woerkom             |  |  |       |  |  |                       |  |  |              |  |
|                                   |                        | Judig van Woerkom                        | Gerrit van Woerkom             |  |  |       |  |  |                       |  |  |              |  |
|                                   |                        | Judig van Woerkom                        | Judig Steennis                 |  |  |       |  |  |                       |  |  |              |  |
| Mabel Wisse Smit                  |                        | Judig van Woerkom                        |                                |  |  |       |  |  |                       |  |  |              |  |
|                                   | Anthonie Willem Kooman | Anthonie Kooman                          |                                |  |  |       |  |  |                       |  |  |              |  |
|                                   | Anthonie Willem Kooman | Anthonie Kooman                          |                                |  |  |       |  |  |                       |  |  |              |  |
|                                   | Anthonie Willem Kooman | Agatha Jacoba Borrie                     |                                |  |  |       |  |  |                       |  |  |              |  |
| Anthonie Kooman                   | Anthonie Willem Kooman |                                          |                                |  |  |       |  |  |                       |  |  |              |  |
|                                   |                        | Gijsberta Gerritdina Peters van Nijenhof | Gijsbertus Peters van Nijenhof |  |  |       |  |  |                       |  |  |              |  |
|                                   |                        | Gijsberta Gerritdina Peters van Nijenhof | Gijsbertus Peters van Nijenhof |  |  |       |  |  |                       |  |  |              |  |
|                                   |                        | Gijsberta Gerritdina Peters van Nijenhof | Gerritje Jacobs van den Hof    |  |  |       |  |  |                       |  |  |              |  |
| Florence Malde Gijsberdina Kooman |                        | Gijsberta Gerritdina Peters van Nijenhof |                                |  |  |       |  |  |                       |  |  |              |  |
|                                   |                        | Adrianus Jan van Woerkom                 | Gerrit Matthijs van Woerkom    |  |  |       |  |  |                       |  |  |              |  |
|                                   |                        | Adrianus Jan van Woerkom                 | Gerrit Matthijs van Woerkom    |  |  |       |  |  |                       |  |  |              |  |
|                                   |                        | Adrianus Jan van Woerkom                 | Gijsberdina Jacoba van Sull    |  |  |       |  |  |                       |  |  |              |  |
| Antoinette Petronella van Woerkom |                        | Adrianus Jan van Woerkom                 |                                |  |  |       |  |  |                       |  |  |              |  |
|                                   |                        | Anthonetta Petronella Laban              | Huibrecht Laban                |  |  |       |  |  |                       |  |  |              |  |
|                                   |                        | Anthonetta Petronella Laban              | Huibrecht Laban                |  |  |       |  |  |                       |  |  |              |  |
|                                   |                        | Anthonetta Petronella Laban              | Maartje de Graaf               |  |  |       |  |  |                       |  |  |              |  |
|                                   |                        | Anthonetta Petronella Laban              |                                |  |  |       |  |  |                       |  |  |              |  |

## Riconoscimenti
- Skoll Award for Social Entrepreneurship (2014);[5]
- John Diefenbaker Defender of Human Rights and Freedom Award (2014);[5]
- ICRW Champions for Change Award for Innovation (2015);[5]
- World Without AIDS Award della Deutsche AIDS-Stiftung (2017);[5]
- AmsterdamDiner Award (2018);[5]
- Dutch Geuzenpenning (2018).[5]